# Иларион (Вачнадзе)
Князь Иларион Вачнадзе (1767—1823) — архимандрит Русской православной церкви. 
Родился в 1767 году; происходил из грузинского княжеского рода. В 1780 году поступил в пустынь Святого Давида Гореджийского известную также как Давид-Гареджа; через пятнадцать лет был пострижен в монашество с именем Иларион. В 1801 году Иларион Вачнадзе был произведен во архимандрита и назначен настоятелем той же пустыни.
Во время кахетинского волнения в 1812 году Иларион Вачнадзе увещаниями содействовал русским властям в усмирении восставших. 
В 1813 году на него возложено было управление Некреской епархией. 
В 1814 году Иларион Вачнадзе получил из Кабинета бриллиантовый крест. 
В 1815 году отец Иларион был зачислен проповедником осетинской духовной комиссии. 
В 1817 году, по ложно возведенному на него обвинению в расхищении церковного имущества, отрешен от должностей, но в 1820 году был оправдан и определен настоятелем в прежнюю пустынь. 
7 сентября 1823 года по собственному прошению уволен на покой в монастырь Святого Саввы, Сигнахского уезда, где и скончался; год кончины неизвестен.